# Petr Dlask
Petr Dlask (* 20. října 1976) je bývalý český cyklista – cyklokrosař a biker, pětinásobný mistr České republiky v cyklokrosu, vicemistr světa v cyklokrosu z roku 2001. Od června 2015 je trenérem české cyklokrosové reprezentace. Měří 197 centimetrů.

## Aktivní kariéra
Na kole závodil od svých 15 let. V 18 letech se stal poprvé juniorským mistrem České republiky ve sjezdu na horských kolech. V té době závodil za tým Auto Škoda Mladá Boleslav.
Od roku 2011 závodil za tým Madeta Fitness Specialized. V říjnu 2012 z rozhodnutí vedení Madety startoval v závodě Světového poháru v Táboře v černém dresu na protest proti tomu, že Evropská unie zakázala pomazánkové máslo. Původně byl upozorněn, že záležitost bude řešena pokutou, ale nakonec byl v druhém kole rozhodčími odvolán z trati a diskvalifikován.
Po závodu Author Šela Marathon na horských kolech, který se jel 4. května 2013, měl pozitivní test na zakázanou látku clenbuterol. Hájil se tvrzením, že se proti antidopingovým pravidlům provinil pouze z nevědomosti a clebuterol se do jeho těla dostal z léků, které užíval na nachlazení. Byl potrestán zákazem závodění na dva roky.

## Největší úspěchy
- 1994 Juniorské mistrovství České republiky, sjezd horských kol, 1. místo
- 1998 Mistrovství České republiky U23, cyklokros, 1. místo
- 1998 Mistrovství světa U23, Middelfart, cyklokros, 3. místo
- 2000 Mistrovství České republiky, Mladá Boleslav, cyklokros, 1. místo
- 2001 Mistrovství světa, Tábor, cyklokros, 2. místo
- 2001 Mistrovství České republiky, Tábor, cyklokros, 1. místo
- 2003 Světový pohár celkově, 12. místo
- 2003 Mistrovství České republiky, Louny, cyklokros, 1. místo
- 2003 Mistrovství světa, Monopoli (Itálie), Elite, cyklokros, 12. místo
- 2004 Mistrovství České republiky, Plzeň, Elite, cyklokros, 4. místo
- 2005 Mistrovství České republiky, Mladá Boleslav, Elite, cyklokros, 4. místo
- 2006 Mistrovství České republiky, Podbořany, Elite, cyklokros, 1. místo